# Super Hits (album Marvina Gayea)
Super Hits kompilacijski je album s najvećim hitovima američkog soul glazbenika Marvina Gayea, koji izlazi 1970. godine, a objavljuje ga izdavačka kuća 'Tamla'.
Album sadrži hitove koje je Gaye objavio u svojoj prvoj dekadi za velikog izdavača iz Detroita, 'Motown', gdje je u samom početku svoje glazbene karijere radio kao bubnjar na djelima 'The Marvelettesa', 'the Miraclesa' i Steviea Wondera, prije nego što je početkom 1960-ih krenuo sa svojom uspješnom solo karijerom.
Super Hits je legendarna antologija, i jedna od najboljih kompilacija koje je 'Motown' ikad objavio. 'Motown' je 1992. izdao reizdanje na CD-u kao volume-1, međutim do danas nije objavio volumen-2, što se smatra velikim promašajem.

## Popis pjesama
1. "I Heard It Through the Grapevine" (3:13)
2. "Pride and Joy" (2:04)
3. "The End of Our Road" (2:49)
4. "Ain't That Peculiar" (2:57)
5. "Stubborn Kind of Fellow" (2:44)
6. "Can I Get a Witness" (2:48)
7. "How Sweet It Is (To Be Loved By You)" (2:49)
8. "That's the Way Love Is" (3:34)
9. "Too Busy Thinking About My Baby" (2:53)
10. "Chained" (2:38)
11. "You Are a Wonderful One" (2:40)
12. "Try It Baby" (2:56)
13. "I'll Be Doggone" (2:48)
14. "Hitch Hike" (2:25)
15. "You" (2:26)
16. "Baby Don't You Do It" (2:32)

## Vanjske poveznice
- allmusic.com  Arhivirana inačica izvorne stranice od 21. ožujka 2021. (Wayback Machine) - Super Hits [Motown] - Marvin Gaye